# Danyyil Dvirnyy
Danyyil Dvirnyy (Leningrado, 21 ottobre 1990) è uno scacchista italiano, grande maestro, campione italiano nel 2013 e 2015.

## Biografia

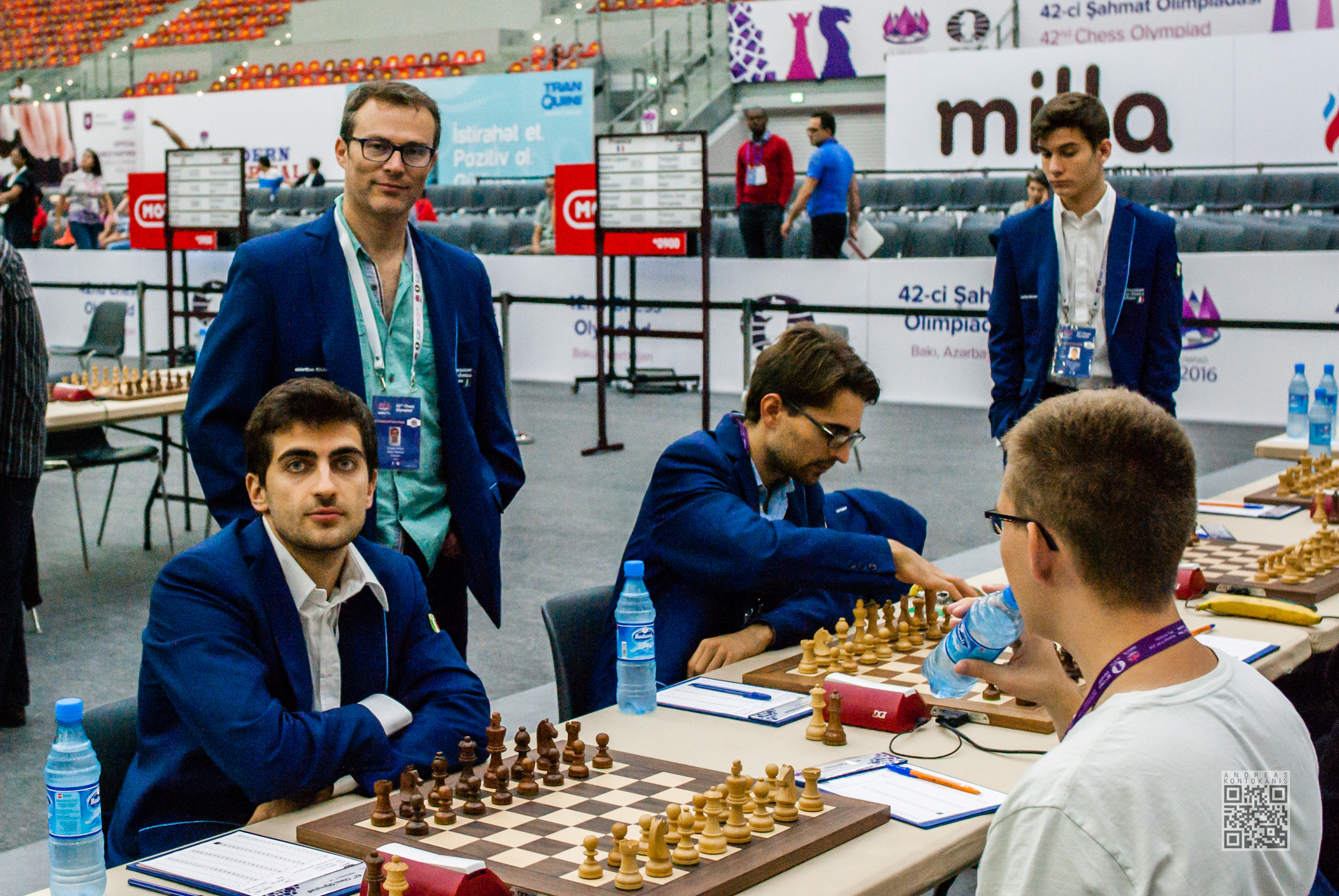
Danyyil Dvirnyy (a sinistra) con Artur Kogan (capitano della squadra), Axel Rombaldoni e Luca Moroni (in piedi in secondo piano) durante le Olimpiadi 2016.

Cominciò a giocare a scacchi a livello agonistico all'età di 13 anni, dopo essersi trasferito con la famiglia in Italia.
È Grande Maestro dal 2013, anno in cui realizza le tre norme utili al conseguimento del più prestigioso titolo scacchistico. Nello stesso anno vince il Campionato italiano a squadre nella serie Master 2013 con la squadra dell'Obiettivo Risarcimento Padova e ottiene il titolo di Campione Italiano di Scacchi Assoluto, che bissa nel 2015.
Ha partecipato con l'Italia a tre olimpiadi degli scacchi dal 2012 al 2016, ha vinto 10 partite, pareggiate 10 e perse 5.
Il suo record nel rating mondiale lo ottiene nella classifica FIDE di marzo 2014 dove totalizza 2575 punti Elo, al 5º posto in Italia dopo Fabiano Caruana, Sabino Brunello, Daniele Vocaturo e Alberto David.

## Principali risultati
Campione regionale giovanile nel 2004 e nel 2005. Campione italiano under 14 nel 2004 e under 20 nel 2008. Vincitore del torneo B di Bratto nel 2004, dei tornei internazionali di Cattolica e Bassano nel 2006, di Montebelluna nel 2007, 2008 e 2009, di Firenze (Florence Move) nel 2012 e l'Open Nazionale Semilampo "Giovanni Possamai" di Pieve di Soligo nel 2007 e 2012.
Nel 2010 ottiene il titolo di Maestro Internazionale.
Nel Campionato Italiano Assoluto giunge secondo nella finale di Perugia 2011, dietro Caruana, e nella finale di Torino 2012 a pari merito con Guido Caprio e dietro Alberto David.
Ha vinto il Campionato Italiano Semilampo nel 2010, il Campionato Italiano Rapid nel 2012 e il Campionato Italiano Lampo (Blitz) nel 2013, diventando il primo e per ora unico giocatore italiano a vincere i tre diversi titoli italiani nel gioco veloce degli scacchi.
Nel 2013 vince Il CIS (Campionato Italiano a Squadre) Serie Master con la squadra "Obiettivo Risarcimento Padova", il 22º Trofeo "Comune di Ceriano Laghetto" (1º/3 marzo), il 1º Open Internazionale "Città di Spoleto" (29 marzo/1º aprile), ottiene la sua prima norma di Grande maestro al torneo Karpos Open 2013 (9/16 marzo) che si è svolto a Skopje, e vince il 4º Torneo Internazionale "Forni di Sopra - Dolomiti" (15/22 giugno).
Nell'agosto del 2013 giunge secondo, per spareggio tecnico, al 24º Festival Internazionale di Porto San Giorgio, conseguendo così la seconda norma di Grande Maestro.
Nel settembre del 2013 a Vallo della Brazza ottiene nel corso Campionato Croato a Squadre (Lega 1.B), la terza definitiva Norma di Grande Maestro che gli permette di aggiudicarsi il prestigioso titolo scacchistico.
Il 2 dicembre 2013 vince per la prima volta il Campionato Italiano di Scacchi Assoluto nella finale di Roma, distanziando di un punto i GM Sabino Brunello e Alberto David.
Nel 2014 vince Il CIS (Campionato Italiano a Squadre) Serie Master con la squadra "Obiettivo Risarcimento Padova", e si classifica secondo nel Campionato Italiano di Scacchi Assoluto nella finale di Boscotrecase.
Nel 2015 vince ancora Il CIS (Campionato Italiano a Squadre) Serie Master con la squadra "Obiettivo Risarcimento Padova". Nel giugno del 2015 vince per la seconda volta il ricco torneo di Forni di Sopra ottenendo 6,5 punti e superando per spareggio tecnico Eduardas Rozentalis, Csaba Horváth, Fabrizio Bellia e Igor' Naumkin. Ad agosto vince il 2º Festival Open Poetto a Quartu Sant'Elena (Cagliari) con 6 punti.
Nel dicembre 2015 a Milano vince per la seconda volta il CIA (Campionato Italiano Assoluto), superando negli spareggi rapidi Alberto David e Axel Rombaldoni.
Nel maggio del 2017 a Gallipoli vince il Campionato italiano di scacchi a squadre con la squadra del Obiettivo Risarcimento Padova. In agosto contribuisce alla promozione in prima divisione spagnola del Club Ajedrez Grandama Santa Lucía delle Canarie.
Nel gennaio del 2018 con 7,5 punti su 9 giunge 2º per spareggio tecnico sull'indiano Mishra Swayams e il russo Evgenij Glejzerov alle spalle della vincitrice Lei Tingjie nel XLIII Torneo Abierto “Ciudad de Sevilla”.
Tra marzo e aprile del 2018 vince sia il Campionato Italiano Rapid con 6.5 punti su 7 che quello semilampo con 7,5 su 9. Nel maggio del 2018 a Gallipoli vince il Campionato italiano di scacchi a squadre con la squadra del Obiettivo Risarcimento Padova.
Nel maggio del 2019 a Bressanone vince ancora il Campionato italiano di scacchi a squadre con la squadra del Obiettivo Risarcimento Padova. Nel novembre dello stesso anno vince a Firenze con 4,5 punti su 5 il torneo Florence Move.
Nel febbraio 2021 a Mestre vince il 1° Mestre Hotel Sheraton Festival Weekend ottenendo 4 punti come Luca Moroni, Matej Sebenik e Alberto Barp, ma superandoli per spareggio tecnico.
In aprile 2024 vince a Vasto il 10º Campionato italiano di scacchi a squadre, tutti ottenuti con l'Obiettivo Risarcimento Padova .